# Горная Маёвка
Горная Маёвка — село в Аламудунском районе Чуйской области Кыргызстана. Входит в состав Таш-Мойнокского аильного округа. Код СОАТЕ — 41708 203 866 03 0.

## Население
| год     | 2009 | 2014 | 2015 |
| ------- | ---- | ---- | ---- |
| человек | 782  | 969  | 956  |

## Известные жители
- Омуркулов, Иса Шейшенкулович (р. 1957) — мэр Бишкека (2011—2014).